# Lenine (Musiker)

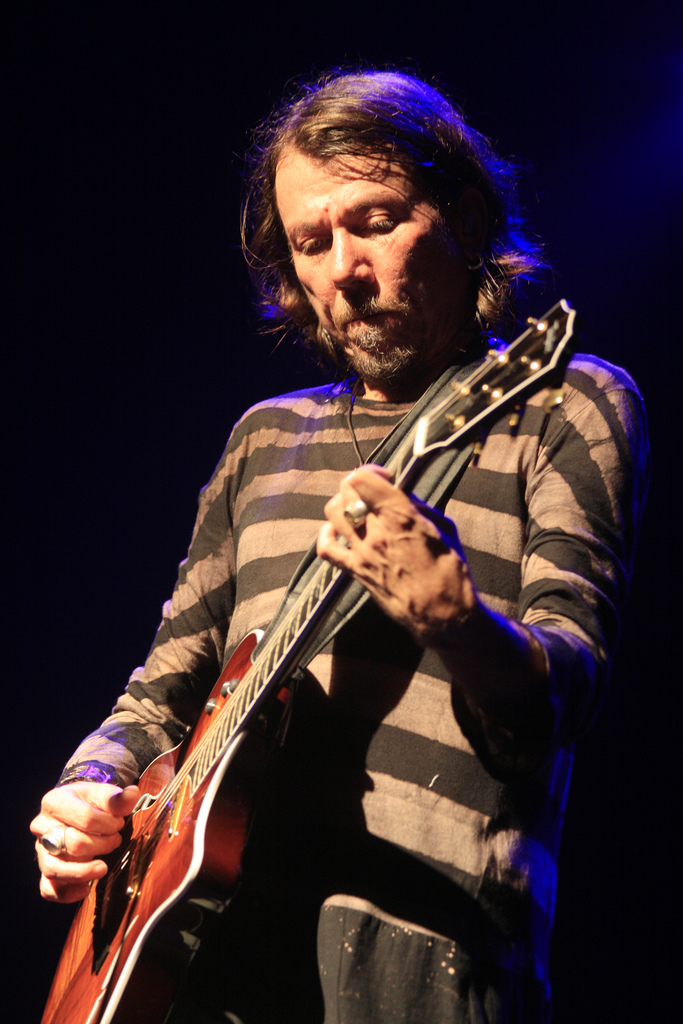
Lenine, 2000

Lenine (eigentlich Osvaldo Lenine Macedo Pimentel; * 2. Februar 1959 in Recife) ist ein brasilianischer Musiker und Songwriter aus Pernambuco.

## Wirken
Anfang der 1980er Jahre begann Lenine seine musikalische Karriere und verband zunächst die traditionelle Musik des brasilianischen Nordostens mit Punkmusik. So spielte er beispielsweise Maracatu auf Ölfässern und schrie dazu afrikanische Lieder. Seitdem experimentierte Lenine mit vielen Musikformen – dabei verbindet er meist moderne elektronische mit traditioneller brasilianischer Musik. Die Texte seiner Stücke sind skurrile Lyrik. Der Durchbruch gelang ihm 1997 mit der CD O Dia Em Que Faremos Contato. Das Album Na Pressão wurde 1999 sein internationaler Durchbruch. Er trat sowohl 2000 (mit eigener Gruppe) als auch 2013 (mit dem Martin Fondse Orchestra) auf dem Moers Festival auf. „Wie alle großen Musiker Brasiliens ist er in erster Linie ein Singer/Songwriter. Er unterscheidet sich jedoch von allen anderen Kollegen durch seinen unermüdlichen Forschungsdrang, der ihn zunehmend mit Elektronik experimentieren ließ.“
Zwischen 2002 und 2009 gewann er fünfmal den Latin Grammy in den Kategorien Best Brazilian Contemporary Album und Best Brazilian Song.
Dionne Warwick, Gilberto Gil und Daniela Mercury singen seine Stücke; Lenine selbst spielt als Gitarrist mit Musikern wie Marcos Suzano und Chico César.

## Diskographie
- 1983 Baque Solto (mit Lula Queiroga)
- 1993 Olho de Peixe (mit Marcos Suzano)
- 1997 O Dia Em Que Faremos Contato
- 1999 Na Pressão
- 2002 Falange Canibal
- 2005 InCité
- 2006 Acústico MTV (MTV Unplugged)
- 2007 Breu
- 2008 Labiata
- 2009 Perfil
- 2010 Lenine.doc Trilhas
- 2011 Chão
- 2023 als Gastsänger auf dem Lied Vida Seca aus dem Album Cycles of Pain der brasilianischen Power-Metal-Band Angra

## Auszeichnungen (Auswahl)
- 1998: Zwei Sharp-Musikpreise (heute: „Brasilianischer Musikpreis“) in den Kategorien „Bester neuer Künstler (MPB)“ für O Dia Em Que Faremos Contato und „Bester Song (MPB)“ für A Ponte (mit Lula Queiroga)
- 2002: Latin Grammy in der Kategorie „Bestes zeitgenössisches brasilianisches Pop-Album“ für Falange Canibal
- 2005: Zwei Latin Grammys in den Kategorien „Bestes zeitgenössisches brasilianisches Pop-Album“ für Lenine InCité und „Bester brasilianischer Song“ für Ninguém Faz Idéia (mit Ivan Santos)
- 2005: Vier TIM-Musikpreise (heute: „Brasilianischer Musikpreis“) in den Kategorien „Bestes Album (Pop/Rock)“ für Lenine InCité, „Bestes Stück“ für Todas elas juntas num só ser (mit Carlos Rennó), „Bester Sänger (Pop/Rock)“ und „Publikumspreis – Bester Sänger“
- 2007: Latin Grammy in der Kategorie „Bestes zeitgenössisches brasilianisches Pop-Album“ für Acústico MTV
- 2009: Latin Grammy in der Kategorie „Bester brasilianischer Song“ für Martelo Bigorna
- 2009: Zwei Brasilianische Musikpreise in den Kategorien „Bestes Album (Pop/Rock)“ für Labiata und „Bester Sänger (Pop/Rock)“